# Max Weinberg
Max Weinberg, nascut el 13 d'abril de 1951 a Newark, Nova Jersey, és un bateria estatunidenc i un conegut personatge televisiu.

## E Street Band
Weinberg és conegut, principalment, per la seva pertinença a la E Street Band, banda a la qual es va integrar l'any 1974.
L'any 1980 va patir l'anomenada síndrome del bateria i va haver de ser intervingut quirúrgicament fins a set vegades a causa de problemes articulatoris a les mans i canells. Després d'haver-se recuperat, va publicar un llibre molt popular sobre bateries de rock. The Big Beat: Conversations with Rock's Greatest Drummers  (1991). Malgrat les seves lesions, es va guarir plenament i ha continuat marcant el batec tan característic de la E Street Band.

## Participació en la TV
Quan la E Street Band es va dissoldre provisionalment el 1989, Max Weinberg va buscar altres sortides professionals. La de més llarga trajectòria la va trobar en la participació en el show televisiu de la NBC, Late Night with Conan O'Brien, programa per al qual va constituir la seva pròpia banda, The Max Weinberg 7. D'aleshores ençà, el programa ha estat en antena i la col·laboració de Max Weinberg i la seva banda hi ha estat una constant, malgrat que el bateria se n'hagi d'absentar en els períodes de gira de la E Street Band amb Bruce Springsteen.